# Peter Nylander
Peter Christian Nylander, född 20 januari 1976, är en svensk tidigare ishockeyspelare. Han började spela i Huddinge IK och spelade senare 365 matcher i Elitserien med Västerås Hockey, Brynäs IF och Timrå IK. Han har spelat i ryska ishockeyligan KHL och blev första svenska målskytt i KHL då han 2008 gjorde ett av Amur Chabarovsks mål mot Dynamo Riga. 
Han har också spelad i för Coventry Blaze i brittiska Elite Ice Hockey League 2012. Peter Nylander är yngre bror till Michael Nylander.

## Klubbar
- Huddinge IK, Division 1  (1992/1994 - 1995/1996)
- JYP, FM-ligan (1996/1997)
- Brynäs IF, Elitserien (1997/1998 - 1998/1999)
- VIK Västerås HK, Elitserien (1999/2000)
- Augusta Lynx, ECHL (2000/2001)
- SKA Sankt Petersburg, Superligan (2000/2001 - 2001/2002)
- Brynäs IF, Elitserien (2002/2003 - 2003/2004)
- Mora IK, Elitserien (2004/2005)
- SaiPa, FM-ligan (2005/2006)
- Timrå IK, Elitserien (2006/2007)
- HC Amur Chabarovsk, Superligan (2007/2008)
- HC Amur Chabarovsk, KHL (2008/2009 - 2009(2010)
- Timrå IK, Elitserien (2009/2010)
- Almtuna IS, Hockeyallsvenskan  (2010/2011)
- Asplöven HC, Division 1  (2010/2011)
- Lørenskog IK, GET-ligaen  (2010/2011)
- HC Litvínov, Extraliga (2011/2012)
- Coventry Blaze. EIHL (2011/2012)
- HC Vita Hästen, Division 1  (2012/2014)